# 신베이시
신베이시(중국어 정체자: 新北市, 병음: Xīnběi Shì, 한자음: 신북시)는 대만에서 인구가 가장 많은 도시로, 대만 북부에 위치한 수도 타이베이시와 지룽시를 둘러싸고 있다. 원래 타이베이현(중국어: 臺北縣, 병음: Táiběi Xiàn, 한자음: 대북현)이었는데, 2010년 12월 25일에 직할시로 승격되었다. 승격 당시 영어 표기를 중국 병음 표기인 Xinbei City 대신 New Taipei City로 정했다. 시 정부는 반차오구에 위치해 있다. 서쪽으로 타오위안시와 접하고, 남쪽으로는 이란현과 산맥으로 분리되어 있다.

## 역사
신베이는 예전에는 계롱(鶏籠) 혹은 담수(淡水)로 불리고 있었다. 1662년 정성공은 대만에 1부 2현을 설치했고 현재의 타이베이현에는 천흥현(天興縣)이 설치되었다. 1685년에 제라현(諸羅縣) 대북부가 되었다. 1723년에 대갑계(大甲渓) 이북을 담수청(淡水廳) 관할로 하였다.
1875년에 심보정의 청원으로 대북부(台北府) 설치를 청원하였고 1879년에 대북부가 설치되어 맹갑, 대도정 등 타이베이 중심부 및 신죽, 담수, 의란현, 기륭청, 남아청을 관할하였다. 1887년에는 대만성(台灣省)이 설치되었다.
1895년부터 일본의 통치가 시작되면서 다이호쿠현(台北県)이 설치되어 기룽(基隆), 기란(宜蘭), 신치쿠(新竹)의 3청을 관할하였다. 1898년에 다이호쿠현에서 신치쿠현 및 기란현을 분할하였다. 1902년에는 다이호쿠현이 해체되고 다이호쿠, 기룽, 신코(深坑), 도엔(桃園), 신치쿠의 5청이 설치되었다. 1920년에 청이 폐지되고 주가 설치되면서 다이호쿠주(台北州)가 성립하였다.
1945년부터 중화민국이 대만을 영유하게 되면서 타이베이주로부터 타이베이시 및 지룽시를 분리시켰고 이란 시, 단수이, 원산, 신좡, 뤄둥, 지룽, 이란, 치싱, 쑤아오, 하이산의 9구를 통괄하는 타이베이현이 탄생하였다. 1950년에는 뤄둥구, 이란구가 분할되어 이란현이 탄생했다. 1968년에는 징메이, 난강, 무자, 네이후, 스린, 베이터우의 6향진을 타이베이시에 편입하였다.
2010년 12월 25일에 직할시로 승격되면서 이름을 신베이시로 하였다.

## 인구
| 연도 | 인구      | ±%     |
| --- | --------- | ------ |
| 1960 | 829,012   | —      |
| 1966 | 1,123,354 | +35.5% |
| 1970 | 1,240,576 | +10.4% |
| 1975 | 1,629,105 | +31.3% |
| 1980 | 2,258,757 | +38.7% |
| 1985 | 2,663,683 | +17.9% |
| 1990 | 3,048,034 | +14.4% |
| 1995 | 3,305,615 | +8.5%  |
| 2000 | 3,567,896 | +7.9%  |
| 2005 | 3,767,095 | +5.6%  |
| 2010 | 3,897,367 | +3.5%  |
| 2015 | 3,970,644 | +1.9%  |
| Source:“Populations by city and country in Taiwan”. Ministry of the Interior Population Census. May 2018. 2017년 12월 16일에 원본 문서에서 보존된 문서. 2021년 2월 7일에 확인함. |           |        |

## 지리
신베이시는 대만 서북부에 위치하고 있으며 중심 지점은 스딩향이다. 남쪽은 이란현, 서쪽은 타오위안시에 접하며 지역에는 타이베이시 및 지룽시가 포함되어 있다.
현내의 지세는 기복이 심하며, 란양시(蘭陽渓)의 지류가 현내를 흐르고 있는 것 외에는, 하천계는 단수이허 유역으로 한정되어 있다. 단수이허의 지류로는 지룽허, 신뎬시(新店渓), 징메이시(景美渓), 베이스시(北勢渓), 난스시(南勢渓), 원쯔시(塭子渓), 싼샤시(三峽渓), 다한시(大漢渓) 등이 있어, 풍부한 유역 토양을 형성하고 있다

### 기후
기후는 온난하지만, 평균 최저 기온은 1월에 12.4°C까지 내려 간다. 또한 평균 최고기온은 7월에 33.6°C이다.
| 신베이시 단수이구의 기후                                                    | 신베이시 단수이구의 기후 | 신베이시 단수이구의 기후 | 신베이시 단수이구의 기후 | 신베이시 단수이구의 기후 | 신베이시 단수이구의 기후 | 신베이시 단수이구의 기후 | 신베이시 단수이구의 기후 | 신베이시 단수이구의 기후 | 신베이시 단수이구의 기후 | 신베이시 단수이구의 기후 | 신베이시 단수이구의 기후 | 신베이시 단수이구의 기후 | 신베이시 단수이구의 기후 |
| 월                                                                          | 1월                      | 2월                      | 3월                      | 4월                      | 5월                      | 6월                      | 7월                      | 8월                      | 9월                      | 10월                     | 11월                     | 12월                     | 연간                     |
| --------------------------------------------------------------------------- | ------------------------ | ------------------------ | ------------------------ | ------------------------ | ------------------------ | ------------------------ | ------------------------ | ------------------------ | ------------------------ | ------------------------ | ------------------------ | ------------------------ | ------------------------ |
| 역대 최고 기온 °C (°F)                                                      | 28.4 (83.1)              | 29.0 (84.2)              | 31.9 (89.4)              | 33.6 (92.5)              | 35.8 (96.4)              | 37.3 (99.1)              | 38.8 (101.8)             | 38.5 (101.3)             | 37.4 (99.3)              | 35.8 (96.4)              | 32.8 (91.0)              | 30.5 (86.9)              | 38.8 (101.8)             |
| 일평균 최고 기온 °C (°F)                                                    | 18.8 (65.8)              | 19.3 (66.7)              | 21.6 (70.9)              | 25.4 (77.7)              | 28.8 (83.8)              | 31.3 (88.3)              | 33.3 (91.9)              | 33.1 (91.6)              | 30.9 (87.6)              | 27.1 (80.8)              | 24.4 (75.9)              | 20.6 (69.1)              | 26.2 (79.2)              |
| 일일 평균 기온 °C (°F)                                                      | 15.4 (59.7)              | 15.7 (60.3)              | 17.7 (63.9)              | 21.4 (70.5)              | 24.7 (76.5)              | 27.3 (81.1)              | 29.0 (84.2)              | 28.7 (83.7)              | 26.9 (80.4)              | 24.6 (76.3)              | 21.0 (69.8)              | 17.3 (63.1)              | 22.5 (72.5)              |
| 일평균 최저 기온 °C (°F)                                                    | 12.7 (54.9)              | 13.0 (55.4)              | 14.7 (58.5)              | 18.3 (64.9)              | 21.6 (70.9)              | 24.2 (75.6)              | 25.7 (78.3)              | 25.5 (77.9)              | 23.8 (74.8)              | 20.9 (69.6)              | 18.3 (64.9)              | 14.6 (58.3)              | 19.4 (67.0)              |
| 역대 최저 기온 °C (°F)                                                      | 2.3 (36.1)               | 3.2 (37.8)               | 3.1 (37.6)               | 6.7 (44.1)               | 13.4 (56.1)              | 15.4 (59.7)              | 20.4 (68.7)              | 19.6 (67.3)              | 15.5 (59.9)              | 10.6 (51.1)              | 7.6 (45.7)               | 4.2 (39.6)               | 2.3 (36.1)               |
| 평균 강수량 mm (인치)                                                       | 105.9 (4.17)             | 178.0 (7.01)             | 153.4 (6.04)             | 157.6 (6.20)             | 239.8 (9.44)             | 257.4 (10.13)            | 119.8 (4.72)             | 218.3 (8.59)             | 290.1 (11.42)            | 165.8 (6.53)             | 104.2 (4.10)             | 112.4 (4.43)             | 2,102.7 (82.78)          |
| 평균 강우일수 (≥ 0.1 mm)                                                    | 13.9                     | 13.8                     | 15.2                     | 13.6                     | 12.6                     | 12.2                     | 8.3                      | 10.9                     | 11.8                     | 12.3                     | 12.4                     | 12.5                     | 149.5                    |
| 평균 상대 습도 (%)                                                          | 80.8                     | 82.4                     | 81.9                     | 79.9                     | 79.2                     | 79.9                     | 75.9                     | 76.0                     | 76.1                     | 77.8                     | 78.5                     | 79.0                     | 79.0                     |
| 평균 월간 일조시간                                                          | 83.1                     | 70.4                     | 92.7                     | 105.9                    | 135.6                    | 155.9                    | 226.9                    | 208.6                    | 171.7                    | 127.5                    | 101.9                    | 84.1                     | 1,564.3                  |
| 출처: 중화민국 교통부 중앙기상국 (평년값: 1991년~2020년, 극값: 1942년~현재) |                          |                          |                          |                          |                          |                          |                          |                          |                          |                          |                          |                          |                          |

## 행정 구역

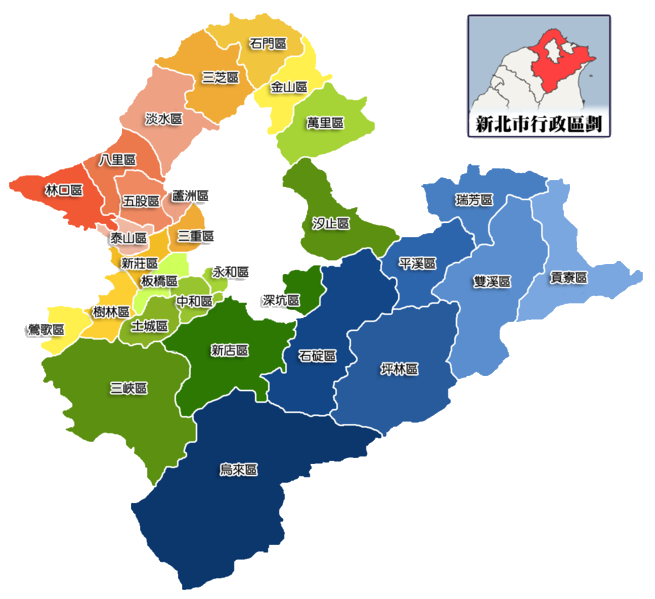
신베이시의 행정구역

신베이시는 29개 구로 이루어져 있다. 원래의 타이베이현은 10시 4진 15향으로 구성되어 있었다.
| 이름     | 중국어 | 병음         | 백화자                      | 인구    | 면적 (km2) |
| -------- | ------ | ------------ | --------------------------- | ------- | ---------- |
| 바리구   | 八里區 | Bālǐ Qū      | Pat-lí Khu                  | 37,400  | 39.4933    |
| 반차오구 | 板橋區 | Bǎnqiáo Qū   | Pang-kiô Khu                | 554,545 | 23.1       |
| 단수이구 | 淡水區 | Dànshuǐ Qū   | Tām-chuí Khu                | 160,990 | 70.6       |
| 궁랴오구 | 貢寮區 | Gòngliáo Qū  | Kòng-liâu Khu               | 12,879  | 99.9       |
| 진산구   | 金山區 | Jīnshān Qū   | Kim-san Khu                 | 22,200  | 49.2       |
| 린커우구 | 林口區 | Línkǒu Qū    | Nâ-khàu Khu                 | 99,462  | 54.1       |
| 루저우구 | 蘆洲區 | Lúzhōu Qū    | Lô͘-chiu Khu                 | 199,814 | 8.3        |
| 핑린구   | 坪林區 | Pínglín Qū   | Pêⁿ-nâ Khu                  | 6,481   | 170.8      |
| 핑시구   | 平溪區 | Píngxī Qū    | Pêng-khe Khu                | 4,895   | 71.3       |
| 루이팡구 | 瑞芳區 | Ruìfāng Qū   | Sūi-hong Khu                | 40,982  | 70.7       |
| 싼충구   | 三重區 | Sānchóng Qū  | Sam-tiông Khu (Saⁿ-tēng-po͘) | 388,387 | 16.3       |
| 싼샤구   | 三峽區 | Sānxiá Qū    | Sam-kiap Khu                | 112,170 | 191.4      |
| 싼즈구   | 三芝區 | Sānzhī Qū    | Sam-chi Khu                 | 23,454  | 65.9       |
| 선컹구   | 深坑區 | Shēnkēng Qū  | Chhim-kheⁿ Khu              | 23,544  | 20.5       |
| 스딩구   | 石碇區 | Shídìng Qū   | Chio̍h-tēng Khu              | 7,825   | 144.3      |
| 스먼구   | 石門區 | Shímén Qū    | Chio̍h-mn̂g Khu               | 12,645  | 51.2       |
| 솽시구   | 雙溪區 | Shuāngxī Qū  | Siang-khe Khu               | 9,291   | 146.2      |
| 수린구   | 樹林區 | Shùlín Qū    | Chhiū-nâ Khu                | 184,065 | 33.1       |
| 타이산구 | 泰山區 | Tàishān Qū   | Thài-san Khu                | 78,625  | 19.1       |
| 투청구   | 土城區 | Tǔchéng Qū   | Thô͘-siâⁿ Khu                | 238,607 | 29.5       |
| 완리구   | 萬里區 | Wànlǐ Qū     | Bān-lí Khu                  | 22,645  | 63.3       |
| 우구구   | 五股區 | Wǔgǔ Qū      | Gō͘-kó͘ Khu                   | 82,680  | 34.8       |
| 우라이구 | 烏來區 | Wūlái Qū     | U-lai Khu                   | 6,146   | 321.1      |
| 신뎬구   | 新店區 | Xīndiàn Qū   | Sin-tiàm Khu                | 299,891 | 120.2      |
| 신좡구   | 新莊區 | Xīnzhuāng Qū | Sin-chng Khu                | 412,497 | 19.7       |
| 시즈구   | 汐止區 | Xìzhǐ Qū     | Sik-chí Khu                 | 195,672 | 71.2       |
| 잉거구   | 鶯歌區 | Yīnggē Qū    | Eng-ko Khu                  | 88,268  | 21.1       |
| 융허구   | 永和區 | Yǒnghé Qū    | Éng-hô Khu                  | 225,972 | 5.7        |
| 중허구   | 中和區 | Zhōnghé Qū   | Tiong-hô Khu                | 414,501 | 20.1       |

## 교육
- 국립 타이베이 대학교
- 국립 타이완 예술대학교
- 푸런 대학
- 단장 대학교
- 전리 대학교
- 화판 대학교
- 밍즈 과학기술대학교
- 성 요한 과학기술대학교
- 징원 과학기술대학교
- 둥난 과학기술대학교

## 교통

### 철도
- 타이완 철로관리국 종관선
  - (지룽시) - 우두 역 - 시즈 역 - 시커 역 - (타이베이시) - 반차오 역 - 푸저우 역 - 수린 역 - 산자 역 - 잉거 역 (-> 타오위안시)
- 타이완 철로관리국 이란 선
  - (지룽시) - 시자오팅 역 - 루이팡 역 - 허우퉁 역 - 산댜오링 역 - 무단 역 - 솽시 역 - 공랴오 역 - 푸룽 역 - (-> 이란현)
- 타이완 철로관리국 핑시 선
  - (루이팡 역 - 허우퉁 역) - 산댜오링 역 - 다화 역 - 스펀 역 - 왕구 역 - 링자오 역 - 핑시 역 - 징퉁 역
- 타이완 철로관리국 린커우 선
- 타이완 고속철도
  - (타이베이시) - 반차오 역 - (타오위안시)
- 타이베이 첩운

### 도로
- 국도 1호선 (중산 고속공로)
- 국도 3호선 (포모사 고속공로)
- 국도 5호선 (베이이 고속공로)

### 항만
- 타이베이 항

## 관광

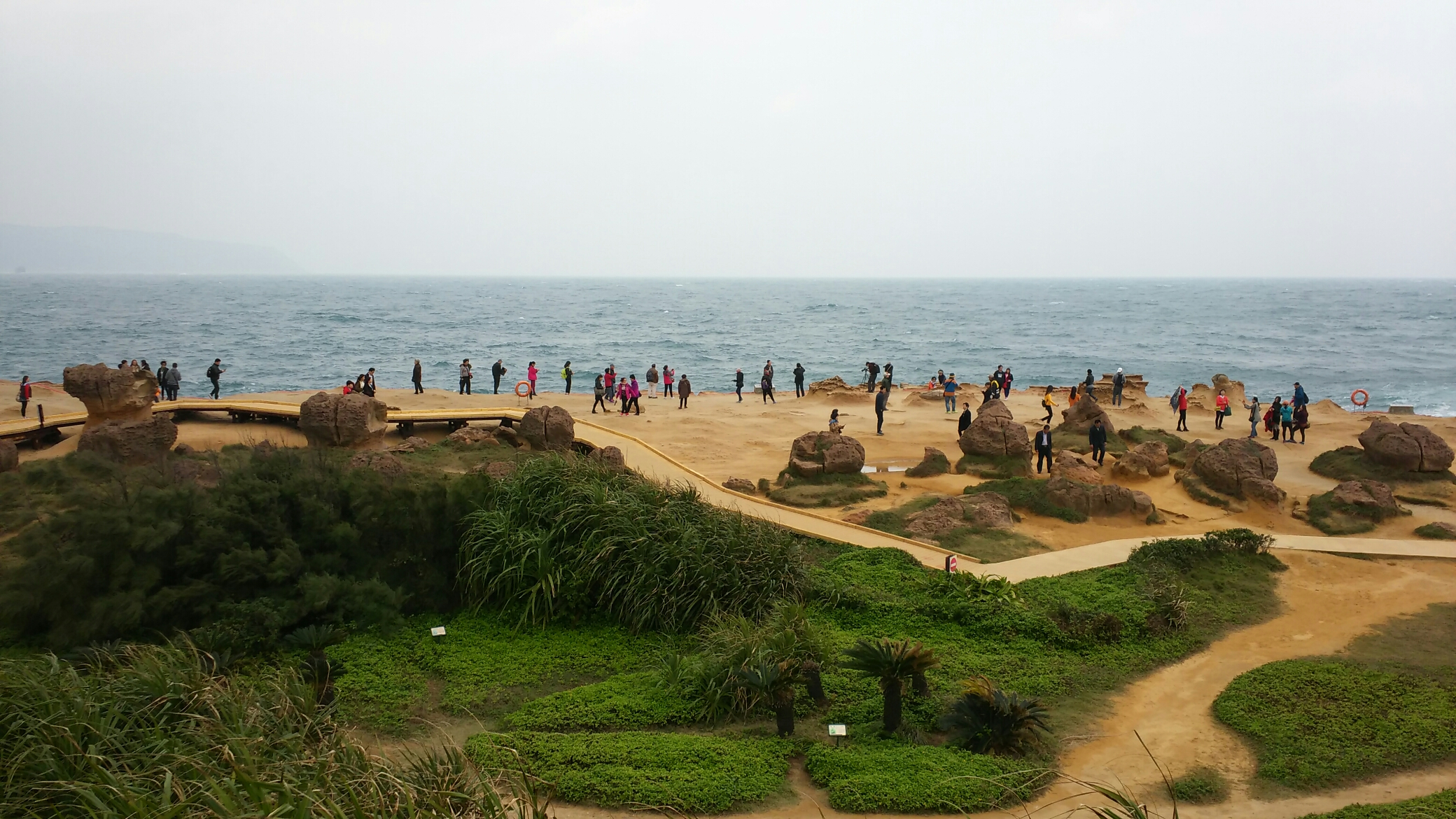
예류지질공원

- 예류지질공원(완리구)
- 지우펀(루이팡구)
- 진과스

## 같이 보기
- 대만의 도시 목록